# Prague Black Panthers 2019
Questa voce raccoglie le informazioni riguardanti i Prague Black Panthers nelle competizioni ufficiali della stagione 2019.

## Maschile

### Prima squadra

#### Roster
| Roster dei Prague Black Panthers (2019) |
| --- |
| Quarterback - 10 Dylan Potts Running Back - 4 Petr Novák - 7 Filip Havlena - 8 Lukáš Zaic - 23 Matěj Reinvart - 30 Herbert Gamboa Wide Receiver - 2 Jakub Woleský - 3 Kamil Roba - 17 Daniel Balažovič - 18 Martin Mandík - 19 Nicolas Kárník - 22 Jan Štiegler - 80 Jan Beran - 81 Mateusz Patalas - 88 Jan Tesař Tight End - 89 Stanislav Kolařík Offensive Linemen - 59 Jan Rauš - 60 Roderik Subovič - 62 Martin Terš - 64 Ondřej Smutný - 65 Zbyněk Kysilka - 70 Michal Knotek - 71 Miroslav Kysilka - 72 Jakub Charęziński Defensive Linemen - 1 Adam Antoš - 5 Jan Šimánek - 43 Marek Daník - 55 Michal Novák - 63 Matěj Večes - 66 Josef Houška - 69 Pavel Poříz - 90 Jan Starý - 93 Shane Tierney Linebacker - 45 Karel Augusta - 46 Jakub Janda - 47 Ondřej Mička - 52 Tomáš Svoboda - 67 Marek Rezler Defensive Back - 6 Matthew Viñal - 12 Jan Krs - 13 Michael Vondráček - 20 Jan Kabát - 21 Ladislav Jenšík - 28 Jiří Hamal - 31 Filip Ondrášek - 33 Jan Hafner - 41 Daniel Plánka Special Team Coaching staff Petr Vítovec (HC) · Emmanuel Lewis (OC) · Michael Chevalier (OL) · Lukáš Jukl (AOL) · James Brooks (DC/DL) · Daniel Krejbich (LB) · Marek Miláček (ST) · Peter Matlovič (ADL) |

#### Austrian Football League 2019

##### Stagione regolare
| Vienna 24 marzo 2019, ore 16:15 | Vienna Vikings | 28 – 7 (7-0 14-0 0-0 7-7) referto | Prague Black Panthers | Hohe Warte Stadion (1500 spett.) |

| Praga 30 marzo 2019, ore 15:00 | Prague Black Panthers | 51 – 6 (29-0 14-0 6-0 2-6) referto | Amstetten Thunder | Stadion SK Prosek (600 spett.) |

| Praga 7 aprile 2019, ore 15:00 | Prague Black Panthers | 14 – 35 (7-0 0-14 0-14 7-7) referto | Graz Giants | Stadion SK Prosek |

| Amstetten 20 aprile 2019, ore 15:00 | Amstetten Thunder | 9 – 49 (0-7 3-28 6-7 0-14) referto | Prague Black Panthers | Umdasch Stadion (600 spett.) |

| Traun 4 maggio 2019, ore 17:00 | Traun Steelsharks | 8 – 56 (0-14 0-28 8-7 0-7) referto | Prague Black Panthers | Trauner Stadion (850 spett.) |

| Praga 19 maggio 2019, ore 15:00 | Prague Black Panthers | 3 – 28 (0-0 0-14 0-14 3-0) referto | Vienna Vikings | Stadion SK Prosek (416 spett.) |

| Innsbruck 26 maggio 2019, ore 15:00 | Tirol Raiders | 28 – 14 (0-0 14-7 7-7 7-0) referto | Prague Black Panthers | Tivoli-Neu Stadion (3500 spett.) |

| Praga 2 giugno 2019, ore 15:00 | Prague Black Panthers | 52 – 21 (21-0 10-7 7-14 14-0) referto | AFC Rangers Mödling | Stadion SK Prosek (327 spett.) |

| Mödling 15 giugno 2019, ore 15:00 | AFC Rangers Mödling | 0 – 35 (0-7 0-14 0-7 0-7) referto | Prague Black Panthers | Stadion Mödling (200 spett.) |

| Praga 22 giugno 2019, ore 16:00 | Prague Black Panthers | 34 – 31 (d.t.s.) (6-0 7-7 8-7 7-14 6-3) referto | Danube Dragons | Stadion SK Prosek (200 spett.) |

##### Playoff
| 7 luglio 2019, ore 16:00 | Prague Black Panthers | 35 – 23 (7-0 14-10 7-7 7-6) referto | AFC Rangers Mödling |  |

| Vienna 14 luglio 2019, ore 16:00 | Vienna Vikings | 28 – 21 (7-13 7-8 6-0 8-0) referto | Prague Black Panthers | Footballzentrum Ravelinstraße (1500 spett.) |

#### Statistiche di squadra
| Competizione      | %Vittorie | In casa | In casa | In casa | In casa | In casa | In casa | In trasferta | In trasferta | In trasferta | In trasferta | In trasferta | In trasferta | Totale | Totale | Totale | Totale | Totale | Totale |
| Competizione      | %Vittorie | G       | V       | N       | P       | Pf      | Ps      | G            | V            | N            | P            | Pf           | Ps           | G      | V      | N      | P      | Pf     | Ps     |
| ----------------- | --------- | ------- | ------- | ------- | ------- | ------- | ------- | ------------ | ------------ | ------------ | ------------ | ------------ | ------------ | ------ | ------ | ------ | ------ | ------ | ------ |
| Stagione regolare | .600      | 5       | 3       | 0       | 2       | 154     | 121     | 5            | 3            | 0            | 2            | 161          | 73           | 10     | 6      | 0      | 4      | 315    | 194    |
| Playoff           | .500      | 1       | 1       | 0       | 0       | 35      | 23      | 1            | 0            | 0            | 1            | 21           | 28           | 2      | 1      | 0      | 1      | 56     | 51     |
| Totale            | .583      | 6       | 4       | 0       | 2       | 189     | 144     | 6            | 3            | 0            | 3            | 182          | 101          | 12     | 7      | 0      | 5      | 371    | 245    |

#### Statistiche personali

##### Marcatori
| Giocatore | Ruolo | TD rush | TD recv | TD int | TD p.ret | TD k.ret | TD oth | Xp1  | Xp2 | FG  | Saf | Totale |
| --------- | ----- | ------- | ------- | ------ | -------- | -------- | ------ | ---- | --- | --- | --- | ------ |
| Gamboa    |       | 14+3    | 4+0     | 0+0    | 0+0      | 0+0      | 0+0    | 0+0  | 3+0 | 0+0 | 0+0 | 132    |
| Potts     |       | 8+4     | 0+0     | 0+0    | 0+0      | 0+0      | 0+0    | 0+0  | 0+0 | 0+0 | 0+0 | 72     |
| Mandík    |       | 0+0     | 0+0     | 0+0    | 0+0      | 0+0      | 0+0    | 29+5 | 0+0 | 2+0 | 0+0 | 40     |
| Štiegler  |       | 0       | 6       | 0      | 0        | 0        | 0      | 0    | 0   | 0   | 0   | 36     |
| Woleský   |       | 0+0     | 4+1     | 0+0    | 0+0      | 0+0      | 0+0    | 0+0  | 0+0 | 0+0 | 0+0 | 30     |
| Havlena   |       | 1       | 1       | 0      | 0        | 0        | 0      | 0    | 0   | 0   | 0   | 12     |
| Patalas   |       | 0       | 2       | 0      | 0        | 0        | 0      | 0    | 0   | 0   | 0   | 12     |
| Roba      |       | 0+0     | 1+0     | 0+0    | 0+0      | 0+0      | 0+0    | 1+3  | 0+0 | 0+0 | 0+0 | 10     |
| Kárník    |       | 0       | 0       | 0      | 0        | 0        | 0      | 7    | 0   | 0   | 0   | 7      |
| Ondrášek  |       | 0       | 1       | 0      | 0        | 0        | 0      | 0    | 0   | 0   | 0   | 6      |
| Tesař     |       | 0       | 1       | 0      | 0        | 0        | 0      | 0    | 0   | 0   | 0   | 6      |
| Viñal     |       | 1       | 0       | 0      | 0        | 0        | 0      | 0    | 0   | 0   | 0   | 6      |
| Krs       |       | 0       | 0       | 0      | 0        | 0        | 0      | 0    | 0   | 0   | 1   | 2      |

##### Passer rating
| Giocatore | G   | Att    | Comp  | Int | Yds      | TD   | NFL    | NCAA   |
| --------- | --- | ------ | ----- | --- | -------- | ---- | ------ | ------ |
| Roba      | 3   | 14     | 6     | 0   | 112      | 2    | 110,71 | 157,20 |
| Lewis     | 2   | 30     | 15    | 3   | 208      | 4    | 72,64  | 132,24 |
| Potts     | 9+2 | 162+30 | 90+12 | 3+1 | 1112+134 | 13+1 | 89,02  | 127,53 |
| Viñal     | 1   | 6      | 1     | 0   | 3        | 0    | 39,58  | 20,87  |
| Štiegler  | 1   | 1      | 0     | 0   | 0        | 0    | 39,58  | 0,00   |

### Seconda squadra

#### Česká 2. Liga Amerického Fotbalu 2019

##### Stagione regolare
| Třinec 20 aprile 2019, ore 14:00 1ª giornata | Třinec Sharks | 13 – 34 (0-10 7-17 0-0 6-7) referto | Prague Black Panthers | Stadion Lesní (132 spett.)\| Arbitro: \| Frehar \| |
| Arbitro:                                     | Frehar        |                                     |                       |                                                    |

| Čelákovice 28 aprile 2019, ore 15:00 2ª giornata | Prague Black Panthers | 27 – 6 (7-0 13-0 0-0 7-6) referto | Hradec Králové Dragons | (80 spett.)\| Arbitro: \| Malý \| |
| Arbitro:                                         | Malý                  |                                   |                        |                                   |

| Praga 8 maggio 2019, ore 16:00 Recupero 3ª giornata | Prague Mustangs | 24 – 17 (0-3 14-7 7-7 3-0) referto | Prague Black Panthers | Uhelné sklady (927 spett.)\| Arbitro: \| Kroulík \| |
| Arbitro:                                            | Kroulík         |                                    |                       |                                                     |

| Čelákovice 18 maggio 2019, ore 15:00 4ª giornata | Prague Black Panthers | 44 – 12 (0-0 24-6 6-0 14-6) referto | Příbram Bobcats | (80 spett.)\| Arbitro: \| Hubálek \| |
| Arbitro:                                         | Hubálek               |                                     |                 |                                      |

| Praga 1º giugno 2019, ore 15:00 5ª giornata | Prague Black Panthers | 21 – 3 (0-0 7-3 7-0 7-0) referto | Prague Mustangs | Uhelné sklady (320 spett.)\| Arbitro: \| Kriesman \| |
| Arbitro:                                    | Kriesman              |                                  |                 |                                                      |

| Příbram 8 giugno 2019, ore 15:00 6ª giornata | Příbram Bobcats | 0 – 28 (0-14 0-7 0-0 0-7) referto | Prague Black Panthers | Marila (50 spett.)\| Arbitro: \| Hameder \| |
| Arbitro:                                     | Hameder         |                                   |                       |                                             |

| Čelákovice 23 giugno 2019, ore 13:00 7ª giornata | Prague Black Panthers | 42 – 3 (35-3 7-0 0-0 0-0) referto | Třinec Sharks | (43 spett.)\| Arbitro: \| Kriesman \| |
| Arbitro:                                         | Kriesman              |                                   |               |                                       |

| Přerov 30 giugno 2019, ore 14:00 8ª giornata | Přerov Mammoths | 9 – 10 (3-0 0-0 0-7 0-3) referto | Prague Black Panthers | TJ Spartak (580 spett.)\| Arbitro: \| Kroulík \| |
| Arbitro:                                     | Kroulík         |                                  |                       |                                                  |

##### Playoff
| Přerov 13 luglio 2019, ore 15:00 Silver Bowl | Přerov Mammoths | 35 – 0 (22-0 13-0 0-0 0-0) referto | Prague Black Panthers | TJ Spartak (1030 spett.)\| Arbitro: \| Gazdík \| |
| Arbitro:                                     | Gazdík          |                                    |                       |                                                  |

#### Statistiche di squadra
| Competizione      | %Vittorie | In casa | In casa | In casa | In casa | In casa | In casa | In trasferta | In trasferta | In trasferta | In trasferta | In trasferta | In trasferta | Totale | Totale | Totale | Totale | Totale | Totale |
| Competizione      | %Vittorie | G       | V       | N       | P       | Pf      | Ps      | G            | V            | N            | P            | Pf           | Ps           | G      | V      | N      | P      | Pf     | Ps     |
| ----------------- | --------- | ------- | ------- | ------- | ------- | ------- | ------- | ------------ | ------------ | ------------ | ------------ | ------------ | ------------ | ------ | ------ | ------ | ------ | ------ | ------ |
| Stagione regolare | .875      | 4       | 4       | 0       | 0       | 134     | 24      | 4            | 3            | 0            | 1            | 89           | 46           | 8      | 7      | 0      | 1      | 223    | 70     |
| Playoff           | .000      | 0       | 0       | 0       | 0       | 0       | 0       | 1            | 0            | 0            | 1            | 0            | 35           | 1      | 0      | 0      | 1      | 0      | 35     |
| Totale            | .778      | 4       | 4       | 0       | 0       | 134     | 24      | 5            | 3            | 0            | 2            | 89           | 81           | 9      | 7      | 0      | 2      | 223    | 105    |

## Femminile

### První Ženská Liga Amerického Fotbalu 2019

#### Stagione regolare
| Brno 15 settembre 2019, ore 15:00 2ª giornata | Brno Amazons | 39 – 0 (7-0 13-0 12-0 7-0) referto | Prague Black Cats | Ragby Bystrc (220 spett.)\| Arbitro: \| Gazdík \| |
| Arbitro:                                      | Gazdík       |                                    |                   |                                                   |

| Čelákovice 21 settembre 2019, ore 16:00 3ª giornata | Prague Black Cats | 20 – 33 (0-6 0-0 12-7 8-20) referto | Warsaw Sirens | (72 spett.)\| Arbitro: \| Pachulski \| |
| Arbitro:                                            | Pachulski         |                                     |               |                                        |

| Čelákovice 29 settembre 2019, ore 15:00 4ª giornata | Prague Black Cats | 56 – 35 (7-0 13-21 12-7 24-7) referto | Prague Harpies | (180 spett.)\| Arbitro: \| Šimon \| |
| Arbitro:                                            | Šimon             |                                       |                |                                     |

| Varsavia 6 ottobre 2019, ore 11:00 5ª giornata | Warsaw Sirens | 38 – 34 (7-7 25-14 0-7 6-6) referto | Prague Black Cats | Józef Piłsudski University of Physical Education in Warsaw (86 spett.)\| Arbitro: \| Frehar \| |
| Arbitro:                                       | Frehar        |                                     |                   |                                                                                                |

| Čelákovice 19 ottobre 2019, ore 15:00 6ª giornata | Prague Black Cats | 27 – 62 (0-18 14-21 13-7 0-16) referto | Brno Amazons | (94 spett.)\| Arbitro: \| Rybář \| |
| Arbitro:                                          | Rybář             |                                        |              |                                    |

| Praga 26 ottobre 2019, ore 10:30 7ª giornata | Prague Harpies | 19 – 33 (6-7 7-14 0-0 6-12) referto | Prague Black Cats | Hostivař (109 spett.)\| Arbitro: \| Pachulski \| |
| Arbitro:                                     | Pachulski      |                                     |                   |                                                  |

### Statistiche di squadra
| Competizione      | %Vittorie | In casa | In casa | In casa | In casa | In casa | In casa | In trasferta | In trasferta | In trasferta | In trasferta | In trasferta | In trasferta | Totale | Totale | Totale | Totale | Totale | Totale |
| Competizione      | %Vittorie | G       | V       | N       | P       | Pf      | Ps      | G            | V            | N            | P            | Pf           | Ps           | G      | V      | N      | P      | Pf     | Ps     |
| ----------------- | --------- | ------- | ------- | ------- | ------- | ------- | ------- | ------------ | ------------ | ------------ | ------------ | ------------ | ------------ | ------ | ------ | ------ | ------ | ------ | ------ |
| Stagione regolare | .333      | 3       | 1       | 0       | 2       | 103     | 130     | 3            | 1            | 0            | 2            | 67           | 96           | 6      | 2      | 0      | 4      | 170    | 226    |
| Totale            | .333      | 3       | 1       | 0       | 2       | 103     | 130     | 3            | 1            | 0            | 2            | 67           | 96           | 6      | 2      | 0      | 4      | 170    | 226    |

### Statistiche personali

#### Marcatrici
| Giocatore    | Ruolo | TD rush | TD recv | TD int | TD p.ret | TD k.ret | TD oth | Xp1 | Xp2 | FG | Saf | Totale |
| ------------ | ----- | ------- | ------- | ------ | -------- | -------- | ------ | --- | --- | -- | --- | ------ |
| R. Dlabolová |       | 13      | 0       | 0      | 0        | 1        | 0      | 0   | 1   | 0  | 0   | 86     |
| B. Dlabolová |       | 3       | 0       | 0      | 0        | 0        | 0      | 0   | 0   | 0  | 0   | 18     |
| Justiánová   |       | 1       | 0       | 0      | 0        | 1        | 0      | 0   | 0   | 0  | 0   | 12     |
| Pokorná      |       | 2       | 0       | 0      | 0        | 0        | 0      | 0   | 0   | 0  | 0   | 12     |
| Rozmanová    |       | 0       | 2       | 0      | 0        | 0        | 0      | 0   | 0   | 0  | 0   | 12     |
| Slezáková    |       | 0       | 0       | 0      | 0        | 0        | 0      | 10  | 0   | 0  | 0   | 10     |
| Branišová    |       | 0       | 1       | 0      | 0        | 0        | 0      | 0   | 0   | 0  | 0   | 6      |
| Gotschalková |       | 0       | 1       | 0      | 0        | 0        | 0      | 0   | 0   | 0  | 0   | 6      |
| Nguyenová    |       | 0       | 0       | 1      | 0        | 0        | 0      | 0   | 0   | 0  | 0   | 6      |
| Nechvílová   |       | 0       | 0       | 0      | 0        | 0        | 0      | 2   | 0   | 0  | 0   | 2      |